# Bojni kljun
Bojni kljun je vrsta orožja za boj iz bližine, ki predstavlja stopnjo v razvoju bojnega kija v srednjem veku. Je arabskega izvora.
Osnovni namen bojnega kljuna je bil boj proti oklepljenim vitezom; glava kija je bila iz kovine in oblikovana kot živalski kljun, tako da je lahko prebila oklep; slednjega meč ni mogel storiti. Zaradi velike teže je bilo orožje pa nepraktično in po navadi ni povzročilo smrtne rane. V primeru, če se je kljun globoko zaril v oklep, ga je vojak s težavo izvlekel.
Glede na dolžino orožja delimo na:
- sokolji kljun (dolga palica; dvoročni prijem) in
- papagajev kljun (kratka palica; enoročni prijem).

## Vrste
- toki
- zaghnal
- kama jari